# Manuel Cunha
 Manuel António Tavares Cunha (Pedroso (Vila Nova de Gaia); 31 de agosto de 1962) es un ciclista portugués que fue profesional entre 1985 y 1994. 

## Palmarés
| 1983 - 2 etapas de la Vuelta al Algarve - 1 etapa de la Vuelta a Portugal 1984 - 1 etapa de la Vuelta a Portugal 1986 - Vuelta al Algarve - 1 etapa de la Vuelta a Portugal - 3º en el Campeonato de Portugal en Ruta 1987 - Vuelta a Portugal, más 1 etapa - Vuelta al Algarve - 1 etapa del Gran Premio Jornal de Noticias - 1 etapa del Trofeo Joaquim Agostinho - 3º en el Campeonato de Portugal en Ruta | 1988 - 1 etapa de la Vuelta a Portugal 1991 - 1 etapa de la Vuelta a Portugal - Gran Premio Jornal de Noticias, más 2 etapas |

## Resultados en las Grandes Vueltas y Campeonatos del Mundo
| Carrera         | 1985 | 1986 | 1987 | 1988 | 1989 | 1990 | 1991 | 1992 | 1993 | 1994 |
| --------------- | ---- | ---- | ---- | ---- | ---- | ---- | ---- | ---- | ---- | ---- |
| Giro de Italia  | -    | -    | -    | -    | -    | -    | -    | -    | -    | -    |
| Tour de Francia | -    | -    | -    | -    | -    | -    | -    | -    | -    | -    |
| Vuelta a España | 98.º | -    | -    | 30.º | 98.º | -    | -    | -    | 62.º | -    |
| Mundial en Ruta | -    | -    | -    | -    | -    | -    | -    | -    | -    | -    |

-: no participa

Ab.: abandono